# La strega del Rodano
La strega del Rodano (Le jugement de Dieu) è un film del 1952 diretto da Raymond Bernard.